# Списак репрезентација које се нису квалификовале на Европско првенство у фудбалу
Укупно 23 репрезентације у својој историји никада није успело да се квалификује на један од турнира Европског првенства у фудбалу. Њих 37 је успело најмање један пут. Ово је попис националних фудбалских тимова без наступа на Европском првенству.

## Земље које се нису квалификовале за Европско првенство
Легенда
- •  — Није се квалификовао
- ×  — Није учествовала / Одустала / Дисквалификована

За сваки турнир, број тимова на сваком турниру је приказан у заградама.
| Тим                 | 1960 (4)                             | 1964 (4)                             | 1968 (4)                             | 1972 (4)                             | 1976 (4)                             | 1980 (8)                             | 1984 (8)                             | 1988 (8)                             | 1992 (8)                             | 1996 (16)                            | 2000 (16)                            | 2004 (16)                            | 2008 (16)                            | 2012 (16)      | 2016 (24)      | 2021 (24) | Покушаја |
| ------------------- | ------------------------------------ | ------------------------------------ | ------------------------------------ | ------------------------------------ | ------------------------------------ | ------------------------------------ | ------------------------------------ | ------------------------------------ | ------------------------------------ | ------------------------------------ | ------------------------------------ | ------------------------------------ | ------------------------------------ | -------------- | -------------- | --------- | -------- |
| Андора              | ×                                    | ×                                    | ×                                    | ×                                    | ×                                    | ×                                    | ×                                    | ×                                    | ×                                    | ×                                    | •                                    | •                                    | •                                    | •              | •              | •         | 6        |
| Јерменија           | Део Совјетског Савеза                | Део Совјетског Савеза                | Део Совјетског Савеза                | Део Совјетског Савеза                | Део Совјетског Савеза                | Део Совјетског Савеза                | Део Совјетског Савеза                | Део Совјетског Савеза                | Део Совјетског Савеза                | •                                    | •                                    | •                                    | •                                    | •              | •              | •         | 7        |
| Азербејџан          | Део Совјетског Савеза                | Део Совјетског Савеза                | Део Совјетског Савеза                | Део Совјетског Савеза                | Део Совјетског Савеза                | Део Совјетског Савеза                | Део Совјетског Савеза                | Део Совјетског Савеза                | Део Совјетског Савеза                | •                                    | •                                    | •                                    | •                                    | •              | •              | •         | 7        |
| Белорусија          | Део Совјетског Савеза                | Део Совјетског Савеза                | Део Совјетског Савеза                | Део Совјетског Савеза                | Део Совјетског Савеза                | Део Совјетског Савеза                | Део Совјетског Савеза                | Део Совјетског Савеза                | Део Совјетског Савеза                | •                                    | •                                    | •                                    | •                                    | •              | •              | •         | 7        |
| Босна и Херцеговина | Део Југославије                      | Део Југославије                      | Део Југославије                      | Део Југославије                      | Део Југославије                      | Део Југославије                      | Део Југославије                      | Део Југославије                      | Део Југославије                      | ×                                    | •                                    | •                                    | •                                    | •              | •              | •         | 6        |
| Кипар               | ×                                    | ×                                    | •                                    | •                                    | •                                    | •                                    | •                                    | •                                    | •                                    | •                                    | •                                    | •                                    | •                                    | •              | •              | •         | 14       |
| Естонија            | Део Совјетског Савеза                | Део Совјетског Савеза                | Део Совјетског Савеза                | Део Совјетског Савеза                | Део Совјетског Савеза                | Део Совјетског Савеза                | Део Совјетског Савеза                | Део Совјетског Савеза                | Део Совјетског Савеза                | •                                    | •                                    | •                                    | •                                    | •              | •              | •         | 7        |
| Фарска Острва       | ×                                    | ×                                    | ×                                    | ×                                    | ×                                    | ×                                    | ×                                    | ×                                    | •                                    | •                                    | •                                    | •                                    | •                                    | •              | •              | •         | 8        |
| Гибралтар           | Није члан УЕФЕ                       | Није члан УЕФЕ                       | Није члан УЕФЕ                       | Није члан УЕФЕ                       | Није члан УЕФЕ                       | Није члан УЕФЕ                       | Није члан УЕФЕ                       | Није члан УЕФЕ                       | Није члан УЕФЕ                       | Није члан УЕФЕ                       | Није члан УЕФЕ                       | Није члан УЕФЕ                       | Није члан УЕФЕ                       | Није члан УЕФЕ | •              | •         | 2        |
| Израел              | Део АФК                              | Део АФК                              | Део АФК                              | Део АФК                              | Део АФК                              | Део АФК                              | Део АФК                              | Део АФК                              | Део АФК                              | •                                    | •                                    | •                                    | •                                    | •              | •              | •         | 7        |
| Казахстан           | Део Совјетског Савеза                | Део Совјетског Савеза                | Део Совјетског Савеза                | Део Совјетског Савеза                | Део Совјетског Савеза                | Део Совјетског Савеза                | Део Совјетског Савеза                | Део Совјетског Савеза                | Део Совјетског Савеза                | Део АФК                              | Део АФК                              | ×                                    | •                                    | •              | •              | •         | 4        |
| Косово*             | Није члан УЕФЕ                       | Није члан УЕФЕ                       | Није члан УЕФЕ                       | Није члан УЕФЕ                       | Није члан УЕФЕ                       | Није члан УЕФЕ                       | Није члан УЕФЕ                       | Није члан УЕФЕ                       | Није члан УЕФЕ                       | Није члан УЕФЕ                       | Није члан УЕФЕ                       | Није члан УЕФЕ                       | Није члан УЕФЕ                       | Није члан УЕФЕ | Није члан УЕФЕ | •         | 1        |
| Лихтенштајн         | ×                                    | ×                                    | ×                                    | ×                                    | ×                                    | ×                                    | ×                                    | ×                                    | ×                                    | •                                    | •                                    | •                                    | •                                    | •              | •              | •         | 7        |
| Литванија           | Део Совјетског Савеза                | Део Совјетског Савеза                | Део Совјетског Савеза                | Део Совјетског Савеза                | Део Совјетског Савеза                | Део Совјетског Савеза                | Део Совјетског Савеза                | Део Совјетског Савеза                | Део Совјетског Савеза                | •                                    | •                                    | •                                    | •                                    | •              | •              | •         | 7        |
| Луксембург          | ×                                    | •                                    | •                                    | •                                    | •                                    | •                                    | •                                    | •                                    | •                                    | •                                    | •                                    | •                                    | •                                    | •              | •              | •         | 15       |
| Малта               | ×                                    | •                                    | ×                                    | •                                    | •                                    | •                                    | •                                    | •                                    | •                                    | •                                    | •                                    | •                                    | •                                    | •              | •              | •         | 14       |
| Молдавија           | Део Совјетског Савеза                | Део Совјетског Савеза                | Део Совјетског Савеза                | Део Совјетског Савеза                | Део Совјетског Савеза                | Део Совјетског Савеза                | Део Совјетског Савеза                | Део Совјетског Савеза                | Део Совјетског Савеза                | •                                    | •                                    | •                                    | •                                    | •              | •              | •         | 7        |
| Црна Гора           | Део Југославије и Србије и Црне Горе | Део Југославије и Србије и Црне Горе | Део Југославије и Србије и Црне Горе | Део Југославије и Србије и Црне Горе | Део Југославије и Србије и Црне Горе | Део Југославије и Србије и Црне Горе | Део Југославије и Србије и Црне Горе | Део Југославије и Србије и Црне Горе | Део Југославије и Србије и Црне Горе | Део Југославије и Србије и Црне Горе | Део Југославије и Србије и Црне Горе | Део Југославије и Србије и Црне Горе | Део Југославије и Србије и Црне Горе | •              | •              | •         | 3        |
| Сан Марино          | ×                                    | ×                                    | ×                                    | ×                                    | ×                                    | ×                                    | ×                                    | ×                                    | •                                    | •                                    | •                                    | •                                    | •                                    | •              | •              | •         | 8        |

- Од 2016. такозвано Косово је примљено у ФИФА и УЕФА; територија је предмет спора пошто Република Србија не признаје независност и сматра је својом јужном покрајином Косово и Метохија.

### Бивше земље
Источна Немачка је играла на осам квалификационих такмичења пре поновног уједињења Немачке.
| Тим             | 1960 (4) | 1964 (4) | 1968 (4) | 1972 (4) | 1976 (4) | 1980 (8) | 1984 (8) | 1988 (8) | Године |
| --------------- | -------- | -------- | -------- | -------- | -------- | -------- | -------- | -------- | ------ |
| Источна Немачка | •        | •        | •        | •        | •        | •        | •        | •        | 8      |